# Štefan Jačiansky
Štefan Jačiansky (6. června 1930, Nădlac – 3. října 1995) byl slovenský fotbalista a fotbalový trenér.

## Fotbalová kariéra
Hrál za Slávii Bratislava.

## Trenérská kariéra
- 1958/59 – Slovan Bratislava
- 1959/60 – Slovan Bratislava
- 1960/61 – Tatran Prešov
- 1961/62 – Tatran Prešov
- 1961/62 – Dynamo Žilina
- 1963/64 – VSS Košice
- 1964/65 – VSS Košice
- 1965/66 – VSS Košice
- 1966/67 – VSS Košice
- 1967/68 – VSS Košice
- 1968/69 – VSS Košice
- 1969/70 – VSS Košice
- 1974/75 – VSS Košice
- 1975/76 – VSS Košice
- 1977/78 – Tatran Prešov
- 1981/82 – DAC Dunajská Streda
- 1983/84 – ZŤS Martin

Dále byl i asistentem trenéra československé reprezentace a trenérem dorostenecké, juniorské a akademické reprezentace Československa. Na klubové úrovni trénoval i VSŽ Košice v 1. slovenske národní fotbalové lize.